# Pont du Hem Military Cemetery
Le cimetière « Pont du Hem Military Cemetery » est un cimetière de la Première Guerre mondiale situé à La Gorgue (Nord).

## Histoire
Pont-du-Hem est un hameau situé sur la route principale de La Bassée à Estaires. Suivre la D947 à partir de La Bassée à Estaires pendant 10 kilomètres et le cimetière se trouve sur le côté gauche de la route à 5 km d'Estaires.
Pont-du-Hem était aux mains des Allemands de mi-avril à mi-septembre 1918. Le cimetière a été commencé dans un verger de pommiers en juillet 1915, et utilisé jusqu'en avril 1918 par les unités combattantes et les ambulances de campagne.
Les sépultures sont originales dans les parcelles I, II et III et dans les lignes A et B de la parcelle IV. En avril et mai 1918, des sépultures allemandes ont été creusées dans les parcelles III et IV. Après l'Armistice, 426 tombes allemandes ont été enlevées pour être placées dans d'autres cimetières. Les tombes des Portugais de 1917-1918 ont été enlevées et placées au cimetière militaire portugais de Richebourg-l'Avoué, et les tombes canadiennes ont été apportées à partir de petits cimetières et champs de bataille environnants.
Ce cimetière contient 1 583 sépultures du Royaume-Uni, 24 du Canada, 39 de l'Australie, 40 de Nouvelle-Zélande, 25 de l'Inde, 114 de l'Allemagne.

## Victimes
| Pays             | Victimes |
| ---------------- | -------- |
| Royaume-Uni      | 1 583    |
| Canada           | 24       |
| Australie        | 39       |
| Nouvelle-Zélande | 40       |
| Inde             | 25       |
| Allemagne        | 114      |
| Total            | 1 819    |